# 38. ceremonia wręczenia Oscarów
38. ceremonia rozdania Oscarów odbyła się 18 kwietnia 1966 roku w Santa Monica Civic Auditorium w Santa Monica.

## Wykonawcy piosenek
- „What's New, Pussycat?” – Liza Minnelli
- „The Ballad of Cat Ballou” – The Smothers Brothers
- „I Will Wait for You” – Michel Legrand oraz Jane Morgan
- „The Shadow of Your Smile” – Barbara McNair
- „The Sweetheart Tree” – Robert Goulet

## Laureaci

### Najlepszy film
- Robert Wise – Dźwięki muzyki
- Joseph Janni – Darling
- Carlo Ponti – Doktor Żywago
- Stanley Kramer – Statek szaleńców
- Fred Coe – Tysiąc klownów

### Najlepszy aktor
- Lee Marvin – Kasia Ballou
- Laurence Olivier – Otello
- Rod Steiger – Lombardzista
- Oskar Werner – Statek szaleńców
- Richard Burton – Szpieg, który przyszedł z zimnej strefy

### Najlepszy aktor drugoplanowy
- Martin Balsam – Tysiąc klownów
- Tom Courtenay – Doktor Żywago
- Ian Bannen – Start Feniksa
- Frank Finlay – Otello
- Michael Dunn – Statek szaleńców

### Najlepsza aktorka
- Julie Christie – Darling
- Samantha Eggar – Kolekcjoner
- Elizabeth Hartman – W cieniu dobrego drzewa
- Simone Signoret – Statek szaleńców
- Julie Andrews – Dźwięki muzyki

### Najlepsza aktorka drugoplanowa
- Shelley Winters – W cieniu dobrego drzewa
- Ruth Gordon – Ciemna strona sławy
- Joyce Redman – Otello
- Maggie Smith – Otello
- Peggy Wood – Dźwięki muzyki

### Najlepsza scenografia i dekoracje wnętrz  (film czarno-biały)
- Robert Clatworthy, Joseph Kish – Statek szaleńców
- Robert Emmet Smith, Frank Tuttle – Król szczurów
- George W. Davis, Urie McCleary, Henry Grace, Charles S. Thompson – W cieniu dobrego drzewa
- Hal Pereira, Jack Poplin, Robert R. Benton, Joseph Kish – Wątła nić
- Hal Pereira, Tambi Larsen, Ted Marshall, Josie MacAvin – Szpieg, który przyszedł z zimnej strefy

### Najlepsza scenografia i dekoracje wnętrz (film kolorowy)
- John Box, Terence Marsh, Dario Simoni – Doktor Żywago
- John DeCuir, Jack Martin Smith, Dario Simoni – Udręka i ekstaza
- Richard Day, William J. Creber, David S. Hall, Ray Moyer, Fred M. MacLean, Norman Rockett – Opowieść wszech czasów
- Robert Clatworthy, George James Hopkins – Ciemna strona sławy
- Boris Leven, Walter M. Scott, Ruby R. Levitt – Dźwięki muzyki

### Najlepsze zdjęcia (film czarno-biały)
- Ernest Laszlo – Statek szaleńców
- Loyal Griggs – Wojna o ocean
- Burnett Guffey – Król szczurów
- Conrad L. Hall – Morituri
- Robert Burks – W cieniu dobrego drzewa

### Najlepsze zdjęcia (film kolorowy)
- Freddie Young – Doktor Żywago
- Leon Shamroy – Udręka i ekstaza
- Russell Harlan – Wielki wyścig
- William C. Mellor, Loyal Griggs – Opowieść wszech czasów
- Ted D. McCord – Dźwięki muzyki

### Najlepsze kostiumy (film czarno-biały)
- Julie Harris – Darling
- Moss Mabry – Morituri
- Howard Shoup – A Rage to Live
- Bill Thomas, Jean Louis – Statek szaleńców
- Edith Head – Wątła nić

### Najlepsze kostiumy (film kolorowy)
- Phyllis Dalton – Doktor Żywago
- Vittorio Nino Novarese – Udręka i ekstaza
- Vittorio Nino Novarese, Marjorie Best – Opowieść wszech czasów
- Edith Head, Bill Thomas – Ciemna strona sławy
- Dorothy Jeakins – Dźwięki muzyki

### Najlepsza reżyseria
- Robert Wise – Dźwięki muzyki
- William Wyler – Kolekcjoner
- John Schlesinger – Darling
- David Lean – Doktor Żywago
- Hiroshi Teshigahara – Kobieta z wydm

### Pełnometrażowy film dokumentalny
- Sidney Glazier – The Eleanor Roosevelt Story
- Laurence E. Mascott – The Battle of the Bulge... The Brave Rifles
- Peter Mills – The Forth Road Bridge
- Marshall Flaum – Let My People Go: The Story of Israel
- Frédéric Rossif – Mourir à Madrid

### Krótkometrażowy film dokumentalny
- Francis Thompson – To Be Alive
- Kirk Smallman - Mural on Our Street
- Hungarofilm – Nyitany
- National Tuberculosis Assoc. – Point of View
- Patrick Carey, Joe Mendoza – Yeats Country

### Najlepszy montaż
- William H. Reynolds – Dźwięki muzyki
- Charles Nelson – Kasia Ballou
- Norman Savage – Doktor Żywago
- Michael Luciano – Start Feniksa
- Ralph E. Winters – Wielki wyścig

### Najlepszy film nieanglojęzyczny
- Czechosłowacja: Sklep przy głównej ulicy, reż. Ján Kadár i Elmar Klos
- Szwecja: Drogi John, reż. Lars-Magnus Lindgren
- Japonia: Kwaidan, czyli opowieści niesamowite, reż. Masaki Kobayashi
- Włochy: Małżeństwo po włosku, reż. Vittorio De Sica
- Grecja: Ziemia we krwi, reż. Wasilis Georgiadis

### Najlepsza muzyka głównie oryginalna
- Maurice Jarre – Doktor Żywago
- Alex North – Udręka i ekstaza
- Alfred Newman – Opowieść wszech czasów
- Michel Legrand i Jacques Demy – Parasolki z Cherbourga
- Jerry Goldsmith – W cieniu dobrego drzewa

### Najlepsza adaptacja muzyki
- Irwin Kostal – Dźwięki muzyki
- Frank De Vol – Kasia Ballou
- Michel Legrand – Parasolki z Cherbourga
- Lionel Newman i Alexander Courage – The Pleasure Seekers
- Don Walker – Tysiąc klownów

### Najlepsza piosenka filmowa
- Johnny Mandel (muzyka), Paul Francis Webster (słowa) – „The Shadow of Your Smile” z filmu Brodziec
- Jerry Livingston (muzyka), Mack David (słowa) – „The Ballad of Cat Ballou” z filmu Kasia Ballou
- Henry Mancini (muzyka), Johnny Mercer (słowa) – „The Sweetheart Tree” z filmu Wielki wyścig
- Michel Legrand (muzyka), Jacques Demy (słowa) – „I Will Wait for You” z filmu Parasolki z Cherbourga
- Burt Bacharach (muzyka), Hal David (słowa) – „What’s New Pussycat?” z filmu Co słychać, koteczku?

### Najlepszy dźwięk
- James Corcoran (20th Century-Fox SSD)Fred Hynes (Todd-AO SSD) – Dźwięki muzyki
- James Corcoran (20th Century-Fox SSD) – Udręka i ekstaza
- A.W. Watkins (M-G-M British SSD)Franklin Milton (M-G-M SSD) – Doktor Żywago
- George Groves (Warner Bros. SSD)) – Wielki wyścig
- Waldon O. Watson (Universal City SSD)) – Shenandoah

### Najlepsze efekty specjalne
- John Stears – Operacja Piorun
- J. McMillan Johnson – Opowieść wszech czasów

### Najlepszy montaż dźwięku
- Treg Brown – Wielki wyścig
- Walter Rossi – Ekspres von Ryana

### Krótki film animowany
- Chuck Jones, Les Goldman – The Dot On The Line
- Eliot Noyes – Clay or the Origin of Species
- Emanuele Luzzati – La Gazza ladra

### Krótki film przyrodniczy
- Claude Berri – Le poulet
- Lothar Wolff – Fortress of Peace
- Marshall Backlar, Noel Black – Skaterdater
- Edgar Anstey – Snow
- Jim Henson – Time Piece

### Najlepszy scenariusz oryginalny i materiały do niego
- Frederic Raphael – Darling
- Agenore Incrocci, Furio Scarpelli, Mario Monicelli, Tonino Guerra, Giorgio Salvioni, Suso Cecchi D’Amico – Casanova ’70
- Jacques Demy – Parasolki z Cherbourga
- Jack Davies, Ken Annakin – Ci wspaniali mężczyźni w swych latających maszynach
- Franklin Coen, Frank Davis – Pociąg

### Najlepszy scenariusz adaptowany
- Robert Bolt – Doktor Żywago
- Walter Newman, Frank Pierson – Kasia Ballou
- Stanley Mann, John Kohn – Kolekcjoner
- Abby Mann – Statek szaleńców
- Herb Gardner – Tysiąc klownów

### Oscar Honorowy
- Bob Hope – za całokształt pracy aktorskiej